# 데이비드 맥밀런
데이비드 윌리엄 크로스 맥밀런(영어: David William Cross MacMillan, FRS FRSE, 1968년 3월 16일  ~ )은 미국의 유기화학자이다. 2021년에 비대칭 유기촉매를 연구한 공로로 베냐민 리스트와 함께 노벨 화학상을 수상했다.

## 수상 경력
- 2021년 : 노벨 화학상